# 陳亀
陳 亀（陳龜、ちん き、生没年不詳）は、後漢の軍人・政治家。字は叔珍。本貫は上党郡泫氏県。度遼将軍。

## 経歴
代々辺境で将軍をつとめた家柄に生まれ、弓や馬を習って、北方の州で活躍した。永建年間、孝廉に察挙され、5回転任して五原太守となった。 140年（永和5年）、使匈奴中郎将に任じられた。この年、南匈奴の左部が反乱を起こしたため、陳亀は去特若尸逐就単于を責め立てて自殺させた。罪に問われて獄に下され、免官された。後に2回転任して、京兆尹に任じられた。このころ三輔の豪族たちは庶民の財産を侵害することが多かった。陳亀が赴任してくると、威厳きびしく公平に裁定したため、人々に喜ばれた。
ときに西方や北方の諸民族が辺境を侵犯し、官吏や民衆を殺掠していた。桓帝は陳亀が辺境の事情に通じていることから、度遼将軍に任じた。陳亀は出発にあたって、辺地の太守の人事を見直し、并州や涼州の租税を免除するよう上疏した。桓帝はその意見を聞き入れて、幽州や并州の刺史をあらためて選び、太守や都尉以下の官の多くを入れ替え、并州と涼州の1年分の租税を、官吏や民衆に分配した。陳亀が赴任すると、州郡は粛然として、鮮卑もあえて国境に近づこうとしなかった。
大将軍の梁冀は陳亀と仲が悪く、陳亀が国威を損ない、功績や名誉を独り占めしていると誣告した。陳亀が罪に問われて召還されると、引退を求めて田舎に帰った。後に再び尚書として召還された。梁冀の暴虐が日増しに酷くなると、陳亀は梁冀の罪状を上疏して、処刑するよう求めたが、桓帝は顧みなかった。陳亀は必ずや梁冀に害されることになると知り、7日間絶食して自死した。

## 伝記資料
- 『後漢書』巻51 列伝第41